# Žabkar
Žabkar je priimek več znanih Slovencev: 
- Albin Žabkar (1901—1962), profesor matematike, predavatelj
- Ana Žabkar Šalić, prevajalka iz poljščine in češčine
- Anton Žabkar (*1935), mornariški častnik - kapitan SV, obramboslovec, prof. FDV
- Anton (Tone) Žabkar (1949—1997), fizik (IJS)
- Jošt Žabkar (*1932), univ. prof. italijanskega jezika in književnosti v Nemčiji (Heidelberg)
- Jože Žabkar (1900—1985), učitelj matematike in fizike, pisec učbenikov
- Jože Žabkar (1915—?), pravnik in politik
- Jožef Žabkar (1914—1984), cerkveni pravnik, nadškof in diplomat (apostolski nuncij)
- Lojze Jože Žabkar (1910—1983), duhovnik in književnik
- Teodora Žabkar (*1973), častnica Slovenske vojske
- Vesna Žabkar (*1968), ekonomistka, univ. profesorica